# هوارد سيمز
هوارد سيمز (بالإنجليزية: Howard Sims)‏ هو راقص أمريكي، ولد في 24 يناير 1918 في فورت سميث في الولايات المتحدة، وتوفي في 20 مايو 2003 في ذا برونكس في الولايات المتحدة بسبب مرض آلزهايمر.

## وصلات خارجية
- هوارد سيمز على موقع IMDb (الإنجليزية)
- هوارد سيمز على موقع أول موفي (الإنجليزية)
- هوارد سيمز على موقع قاعدة بيانات برودواي على الإنترنت (الإنجليزية)
- هوارد سيمز على موقع قاعدة بيانات برودواي على الإنترنت (الإنجليزية)
- هوارد سيمز على موقع قاعدة بيانات الأفلام السويدية (السويدية)
- هوارد سيمز على موقع قاعدة بيانات الفيلم (الإنجليزية)
- هوارد سيمز على موقع كينوبويسك (الروسية)